# Grand Prix automobile du Portugal 1986

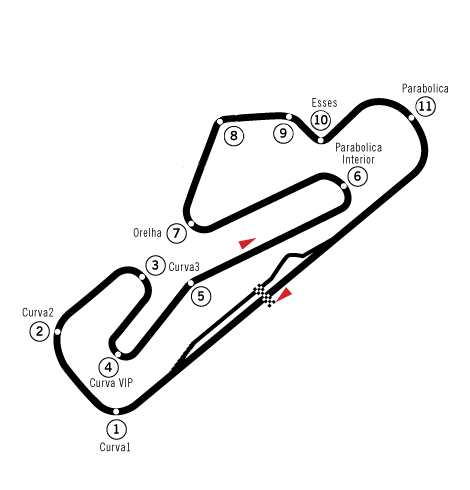
Circuit d'Estoril entre 1972 et 1993.

Le Grand Prix automobile du Portugal 1986 est une course de Formule 1 qui s'est déroulée le 21 septembre 1986 sur le circuit d'Estoril près de Lisbonne.

## Classement
| Pos. | No | Pilote             | Écurie                 | Tours | Temps/Abandon                      | Grille | Points |
| ---- | -- | ------------------ | ---------------------- | ----- | ---------------------------------- | ------ | ------ |
| 1    | 5  | Nigel Mansell      | Williams-Honda         | 70    | 1 h 37 min 21 s 900 (187,644 km/h) | 2      | 9      |
| 2    | 1  | Alain Prost        | McLaren-TAG            | 70    | + 18 s 772                         | 3      | 6      |
| 3    | 6  | Nelson Piquet      | Williams-Honda         | 70    | + 49 s 274                         | 6      | 4      |
| 4    | 12 | Ayrton Senna       | Lotus-Renault          | 69    | Panne d'essence                    | 1      | 3      |
| 5    | 27 | Michele Alboreto   | Ferrari                | 69    | + 1 tour                           | 13     | 2      |
| 6    | 28 | Stefan Johansson   | Ferrari                | 69    | + 1 tour                           | 8      | 1      |
| 7    | 25 | René Arnoux        | Ligier-Renault         | 69    | + 1 tour                           | 10     |        |
| 8    | 19 | Teo Fabi           | Benetton-BMW           | 68    | Panne d'essence                    | 5      |        |
| 9    | 11 | Johnny Dumfries    | Lotus-Renault          | 68    | + 2 tours                          | 15     |        |
| 10   | 18 | Thierry Boutsen    | Arrows-BMW             | 67    | + 3 tours                          | 21     |        |
| 11   | 17 | Christian Danner   | Arrows-BMW             | 67    | + 3 tours                          | 22     |        |
| 12   | 14 | Jonathan Palmer    | Zakspeed               | 67    | + 3 tours                          | 20     |        |
| 13   | 22 | Allen Berg         | Osella-Alfa Romeo      | 63    | + 7 tours                          | 27     |        |
| Abd. | 7  | Riccardo Patrese   | Brabham-BMW            | 62    | Soupape                            | 9      |        |
| Nc.  | 16 | Patrick Tambay     | Lola-Ford              | 62    | Non classé                         | 14     |        |
| Abd. | 24 | Alessandro Nannini | Minardi-Motori Moderni | 60    | Boîte de vitesses                  | 18     |        |
| Abd. | 20 | Gerhard Berger     | Benetton-BMW           | 44    | Collision                          | 4      |        |
| Abd. | 23 | Andrea De Cesaris  | Minardi-Motori Moderni | 43    | Sortie de piste                    | 16     |        |
| Abd. | 2  | Keke Rosberg       | McLaren-TAG            | 41    | Moteur                             | 7      |        |
| Abd. | 8  | Derek Warwick      | Brabham-BMW            | 41    | Allumage                           | 12     |        |
| Abd. | 26 | Philippe Alliot    | Ligier-Renault         | 39    | Moteur                             | 11     |        |
| Abd. | 4  | Philippe Streiff   | Tyrrell-Renault        | 28    | Moteur                             | 23     |        |
| Abd. | 3  | Martin Brundle     | Tyrrell-Renault        | 18    | Moteur                             | 19     |        |
| Abd. | 15 | Alan Jones         | Lola-Ford              | 10    | Sortie de piste                    | 17     |        |
| Abd. | 29 | Huub Rothengatter  | Zakspeed               | 9     | Écrou de roue                      | 26     |        |
| Abd. | 21 | Piercarlo Ghinzani | Osella-Alfa Romeo      | 8     | Fuite d'eau                        | 24     |        |
| Abd. | 31 | Ivan Capelli       | AGS-Motori Moderni     | 6     | Transmission                       | 25     |        |

## Pole position et record du tour
- Pole position : Ayrton Senna en 1 min 16 s 673 (vitesse moyenne : 204,244 km/h).
- Meilleur tour en course : Nigel Mansell en 1 min 20 s 943 au 53e tour (vitesse moyenne : 193,469 km/h).

## Tours en tête
- Nigel Mansell : 70 (1-70)

## À noter
- 7e victoire pour Nigel Mansell.
- 31e victoire pour Williams en tant que constructeur.
- 16e victoire pour Honda en tant que motoriste.
- À l'issue de la course Williams remporte le titre de champion du monde des constructeurs.